# Abedus herberti
Abedus herberti är en insektsart som beskrevs av Hidalgo 1935. Abedus herberti ingår i släktet Abedus och familjen Belostomatidae.

## Underarter
Arten delas in i följande underarter:
- A. h. herberti
- A. h. utahensis

## Bildgalleri

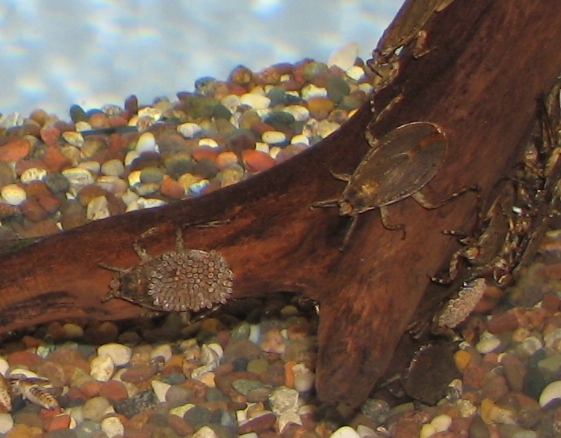
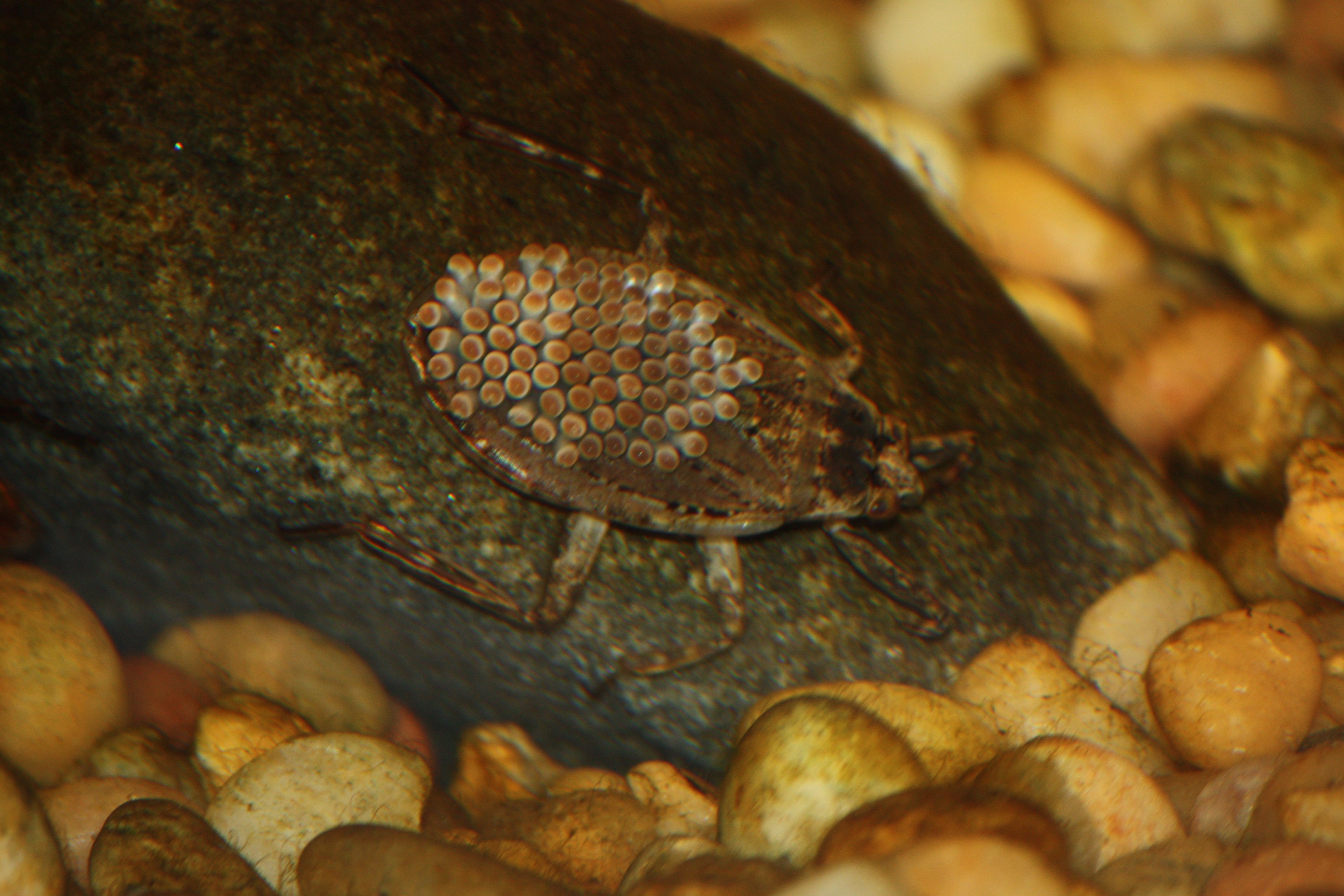